# Real to Reel
Real to Reel е първият концертен албум на английската Прогресив рок група Мерилиън. Записан е на концертите в Спектрум, Монреал и Де Монтфорт Хол, Лестър и е издаден през ноември 1984 г. Песента Emerald Lies е добавена като бонус към CD изданието.
Албумът прекарва 22 седмици в класациите на Великобритания достигайки 8-а позиция. Добива статус на „Златен албум“ за Обединеното кралство продавайки се в над 100 000 копия.
През 1997 г. Real to Reel е преиздаден на двоен CD заедно с компилацията Brief Encounter.

## Списък на песните
Песните 1, 2 и 3 са записани на 19 и 20 юни 1984 г. в Спектрум, Монреал. Песни 5,6 и 7 са записани на 5 март 1984 г. в Де Монтфорт Хол, Лестър.
1. Assassing – 7:29
2. Incubus – 8:43
3. Cinderella Search – 5:45
4. Forgotten Sons – 10:36
5. Garden Party – 6:32
6. Market Square Heroes – 7:32

## Музиканти
- Дерек Уилям Дик – Фиш – вокали
- Стив Родъри – китари
- Марк Кели – пиано
- Пийт Треуавас -бас
- Иън Моузли – барабани

## Комерсиални Класации
| Година | Класации                      | Позиция |
| ------ | ----------------------------- | ------- |
| 1984   | Великобритания Албум Класации | 8       |
| 1984   | Шведски Класации              | 49      |